# Anna Ekström
Anna Elsa Gunilla Ekström (ur. 23 czerwca 1959) – szwedzka polityk, prawniczka i urzędniczka państwowa, działaczka Szwedzkiej Socjaldemokratycznej Partii Robotniczej, od 2016 do 2022 minister.

## Życiorys
Z wykształcenia prawniczka. W czasie studiów działała w radzie studenckiej przy Sveriges Akademikers Centralorganisation (SACO), zrzeszeniu ponad 20 szwedzkich organizacji reprezentujących samorządy zawodowe. W pierwszej połowie lat 90. pracowała w sądzie pracy Arbetsdomstolen, a w latach 1997–1998 w urzędzie premiera. W 1998 powołana na sekretarza stanu w ministerstwie przemysłu kierowanym wówczas przez Monę Sahlin. Z gabinetu Görana Perssona odeszła w 2001, obejmując funkcję przewodniczącej SACO.
W 2011 powołana na dyrektora generalnego Narodowej Agencji Edukacji (Skolverket). 13 września 2016 dołączyła do rządu Stefana Löfvena jako minister szkolnictwa policealnego i edukacji dorosłych. W styczniu 2019 w drugim gabinecie dotychczasowego premiera została natomiast ministrem edukacji. Pozostała na tej funkcji również w utworzonym w lipcu 2021 trzecim gabinecie Stefana Löfvena oraz w powołanym w listopadzie 2021 rządzie Magdaleny Andersson. Zakończyła urzędowanie w październiku 2022.
W parze z politykiem Göranem Hägglundem doszła do finału jednej z edycji programu rozrywkowego På spåret.